# Stanisław Żak
Stanisław Józef Żak (ur. 8 lutego 1932 w Kielcach) – polski literaturoznawca, historyk, publicysta, senator I i II kadencji.

## Życiorys
Uczył się w Liceum im. Stefana Żeromskiego w Kielcach. W 1961 ukończył filologię polską w Wyższej Szkole Pedagogicznej w Krakowie. Doktoryzował się w 1968 na podstawie pracy poświęconej twórczości Marii Kuncewiczowej. W 1991 uzyskał stopień doktora habilitowanego. Był m.in. stypendystą Fundacji Kościuszkowskiej, przebywał na Uniwersytecie Harvarda pod kierunkiem Wiktora Weintrauba. Początkowo zatrudniony jako nauczyciel w Technikum Ekonomicznym w Kielcach, później jako kierownik kieleckiego punktu konsultacyjnego WSP w Krakowie. Przez wiele lat pracował również jako wykładowca teorii i historii literatury, m.in. na Akademii Świętokrzyskiej. Opublikował liczne pozycje książkowe i artykuły naukowe.
W 1980 związał się z „Solidarnością”. Założyciel „Solidarności” w Wyższej Szkole Pedagogicznej w Kielcach, przewodniczący wydziału kultury. Po wprowadzeniu stanu wojennego został dwukrotnie internowany, łącznie na około 10 miesięcy. Na początku lat 80. Prezes Klubu Inteligencji Katolickiej w Kielcach.
Od 1989 do 1993 sprawował mandat senatora I i II kadencji, odpowiednio z ramienia Komitetu Obywatelskiego i Unii Demokratycznej. W Senacie reprezentował województwo kieleckie. W 1992 jego nazwisko pojawiło się na tzw. liście Macierewicza. W 2005 złożył oświadczenie lustracyjne, w którym podał, że nie był tajnym współpracownikiem SB (oświadczenie to nie zostało zakwestionowane).
Do połowy lat 90. należał do Unii Wolności, do 1997 był przewodniczącym partii w województwie świętokrzyskim, w 2005 wsparł Partię Demokratyczną, bezskutecznie startując (jako bezpartyjny) z jej ramienia do Senatu. W 2007 miał być kandydatem Platformy Obywatelskiej do izby wyższej parlamentu, jednak zrezygnował z udziału w wyborach. W 2010 wsparł kandydaturę Bronisława Komorowskiego na urząd prezydenta Rzeczypospolitej Polskiej.
Autor okazjonalnych felietonów i recenzji teatralnych w „Gazecie Wyborczej”.

## Odznaczenia i wyróżnienia
W 2011 odznaczony Krzyżem Komandorskim Orderu Odrodzenia Polski. Otrzymał odznakę honorową „Zasłużony dla Kultury Polskiej”, odznakę „Za zasługi dla Kielecczyzny”, a w 2014 Odznakę Honorową Województwa Świętokrzyskiego.
Został honorowym obywatelem Chmielnika. Uhonorowany również medalem „Vir Bonus” przez Stowarzyszenie im. Jana Karskiego w Kielcach.

## Publikacje
- Maria Kuncewiczowa, 1971.
- Literatura polska i obca (antyk, średniowiecze, renesans, barok, oświecenie), 1973.
- Proza narracyjna Ewy Szelburg-Zarembiny, 1990.
- Słownik (kierunki, szkoły, terminy literackie), 1991.
- Cenzura wobec humanistyki, 1996.
- Bolesław Garboś (poeta, filozof, prawnik), 1997.
- Cudze chwalicie – swego nie znacie. Obecność regionu kieleckiego w kulturze narodowej, 1998.
- Polscy pisarze nobliści, 1998.
- Jam nie z soli, ani z roli... Portret Stefana Czarnieckiego w literaturze polskiej, 1999.
- Witold Gombrowicz (autobiografia, autokreacja, legenda), 2000.
- Ksiądz Stanisław Konarski (pisarz, pedagog, polityk), 2001.
- Czarne kwiaty (ks. Jan Kuśmierz, ks. Stanisław Kudelski, ks. Adam Ludwik Szafrański), 2004.
- Wdzięczność pamięci, 2005.